# Osceola (Wisconsin)
Osceola ist eine Gemeinde (mit dem Status „Village“) im Polk County im US-amerikanischen Bundesstaat Wisconsin. Im Jahr 2010 hatte Osceola 2568 Einwohner.

## Geografie

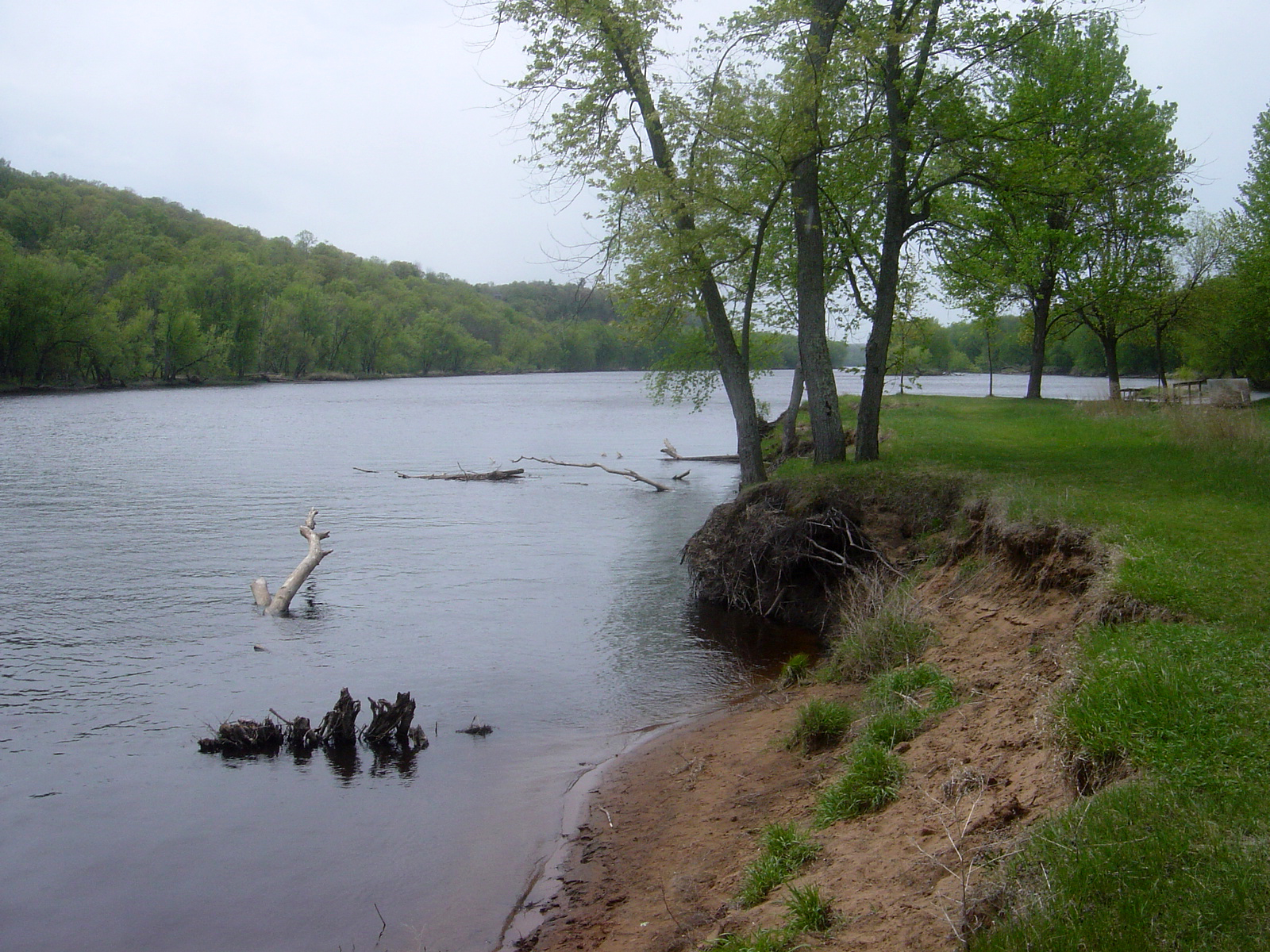
Der St. Croix River in Osceola

Osceola liegt im Nordwesten Wisconsins, am St. Croix River. Dieser bildet die Grenze Wisconsins zu Minnesota und mündet rund 70 km südlich von Osceola in den Mississippi.
Die geografischen Koordinaten von Osceola sind 45°19′14″ nördlicher Breite und 92°42′18″ westlicher Länge. Das Gemeindegebiet erstreckt sich über eine Fläche von 11,19 km². Osceola wird in Wisconsin von der Town of Osceola im Norden und der Town of Farmington im Süden umgeben, ohne einer davon anzugehören. 
Nachbarorte von Osceola sind St. Croix Falls (13 km nordnordöstlich), Dresser (7,7 km nordöstlich), Star Prairie (24,8 km südöstlich), Somerset (22,5 km südlich), Marine on St. Croix am gegenüberliegenden Ufer in Minnesota (18,6 km südsüdwestlich), Scandia in Minnesota (14,6 km südwestlich), Shafer in Minnesota (11,5 km nordwestlich) und Taylors Falls in Minnesota (16 nordnordwestlich).
Die nächstgelegenen größeren Städte sind die Twin Cities (Minneapolis und Saint Paul) in Minnesota (64 km südwestlich), Duluth am Oberen See in Minnesota (193 km nordnordöstlich), Eau Claire (141 km südöstlich) und Rochester in Minnesota (174 km südlich). Wisconsins Hauptstadt Madison liegt 427 km südöstlich.

## Verkehr
Der Wisconsin State Highways 35 verläuft als Hauptstraße durch Osceola. Im Zentrum zweigt der Wisconsin State Highway 243 in westlicher Richtung ab und quert über eine Brücke den St. Croix River in Richtung Minnesota. Alle weiteren Straßen sind untergeordnete Landstraßen, teils unbefestigte Fahrwege oder innerörtliche Verbindungsstraßen.
Durch Osceola verläuft eine Eisenbahnlinie der Canadian National Railway (CN), auf der ausschließlich Fracht transportiert wird.
Mit dem L.O. Simenstad Municipal Airport befindet sich im südöstlichen Gemeindegebiet ein kleiner Flugplatz. Der nächste Großflughafen ist der Minneapolis-Saint Paul International Airport (83,5 km südwestlich).

## Bevölkerung
Nach der Volkszählung im Jahr 2010 lebten in Osceola 2568 Menschen in 1142 Haushalten. Die Bevölkerungsdichte betrug 229,5 Einwohner pro Quadratkilometer. In den 1142 Haushalten lebten statistisch je 2,25 Personen.
Ethnisch betrachtet setzte sich die Bevölkerung zusammen aus 96,0 Prozent Weißen, 0,3 Prozent Afroamerikanern, 0,3 Prozent amerikanischen Ureinwohnern, 1,0 Prozent Asiaten sowie 0,9 Prozent aus anderen ethnischen Gruppen; 1,6 Prozent stammten von zwei oder mehr Ethnien ab. Unabhängig von der ethnischen Zugehörigkeit waren 2,1 Prozent der Bevölkerung spanischer oder lateinamerikanischer Abstammung.
26,1 Prozent der Bevölkerung waren unter 18 Jahre alt, 61,1 Prozent waren zwischen 18 und 64 und 12,8 Prozent waren 65 Jahre oder älter. 52,7 Prozent der Bevölkerung waren weiblich.
Das mittlere jährliche Einkommen eines Haushalts lag bei 34.486 USD. Das Pro-Kopf-Einkommen betrug 22.110 USD. 16,2 Prozent der Einwohner lebten unterhalb der Armutsgrenze.

## Persönlichkeiten
- Gustav Stickley (1858–1942), Tischler und Denker des Arts and Crafts Movements